# Марчамало
Марчамало (ісп. Marchamalo) — муніципалітет в Іспанії, у складі автономної спільноти Кастилія-Ла-Манча, у провінції Гвадалахара. Населення — 5553 особи (2010).
Муніципалітет розташований на відстані близько 50 км на північний схід від Мадрида, 4 км на північний захід від Гвадалахари.

## Демографія
Динаміка населення (INE ):

## Галерея зображень

Розташування муніципалітету у провінції Гвадалахара
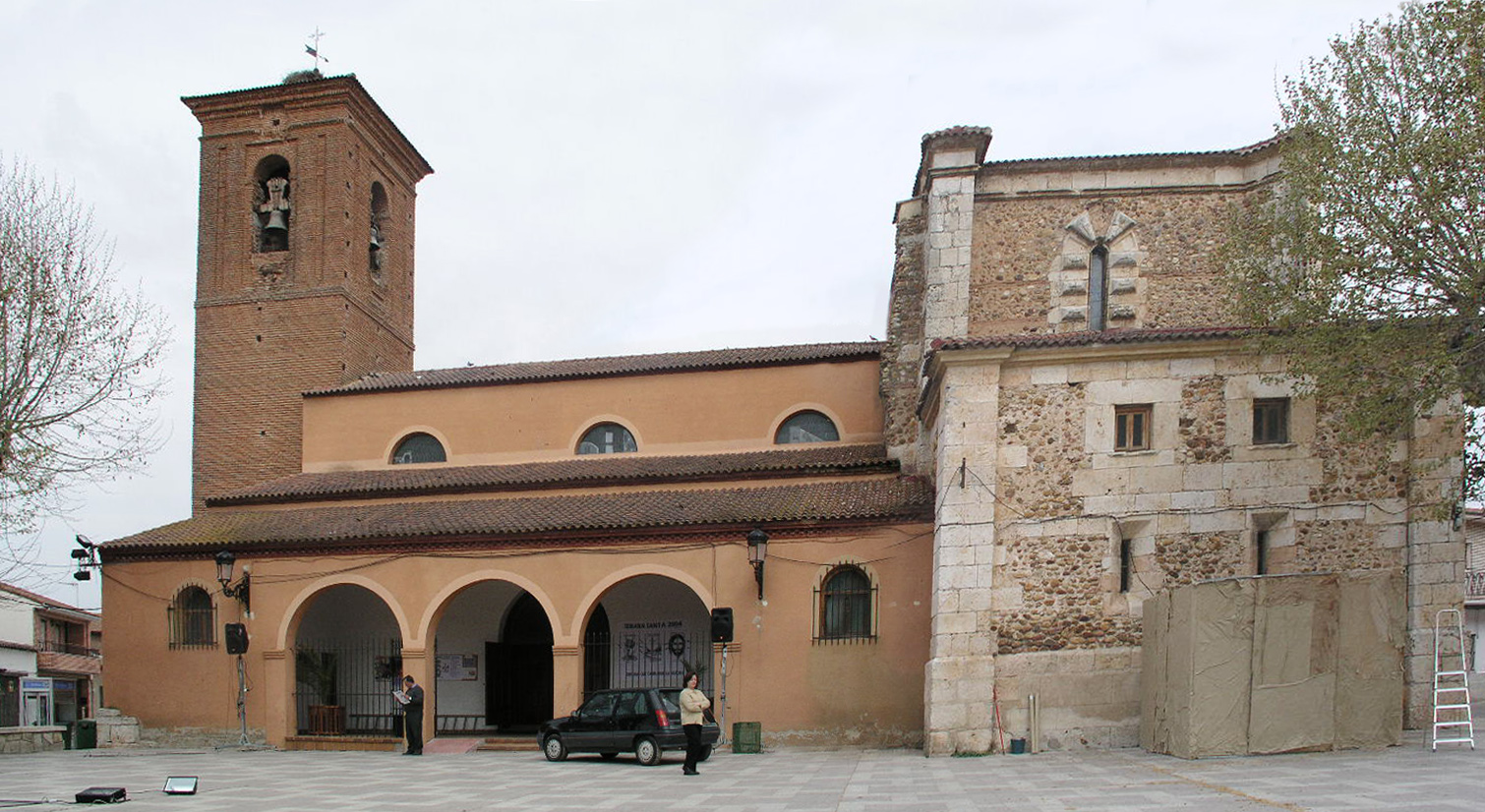
Церква Ла-Санта-Крус (XVI століття)